# サンタ・マリーナ
サンタ・マリーナ（伊: Santa Marina）は、イタリア共和国カンパニア州サレルノ県にある、人口約3,200人の基礎自治体（コムーネ）。

## 地理

### 位置・広がり

#### 隣接コムーネ
隣接するコムーネは以下の通り。
- イスパーニ
- モリジェラーティ
- サン・ジョヴァンニ・ア・ピーロ
- トッレ・オルサーイア
- トルトレッラ
- ヴィボナーティ

## 行政

### 分離集落
サンタ・マリーナには、以下の分離集落（フラツィオーネ）がある。
- Lupinata, Policastro Bussentino, Poria